# 30564 Olomouc
30564 Olomouc è un asteroide della fascia principale. Scoperto nel 2001, presenta un'orbita caratterizzata da un semiasse maggiore pari a 2,5962019 UA e da un'eccentricità di 0,1468954, inclinata di 3,89265° rispetto all'eclittica.